# Petrovany
Petrovany (slowakisch 1927–1948 nur und bis 1927 auch „Petroviany“; deutsch Petersdorf, ungarisch Tarcaszentpéter – bis 1907 Szentpéter) ist eine Gemeinde in der Ostslowakei, mit 2036 Einwohnern (Stand 31. Dezember 2024). Sie liegt im Okres Prešov, einem Kreis des Prešovský kraj.

## Geographie

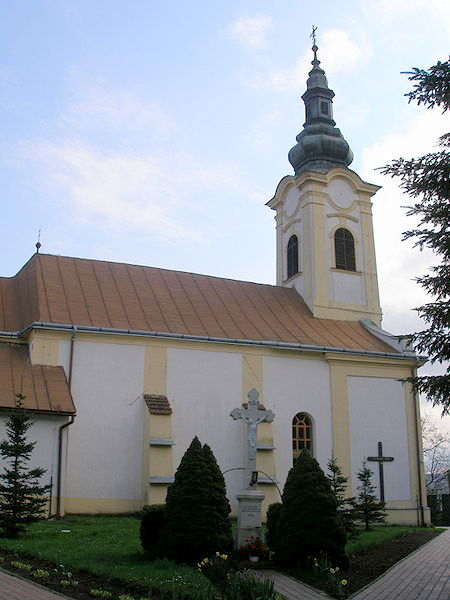
Kirche von Petrovany

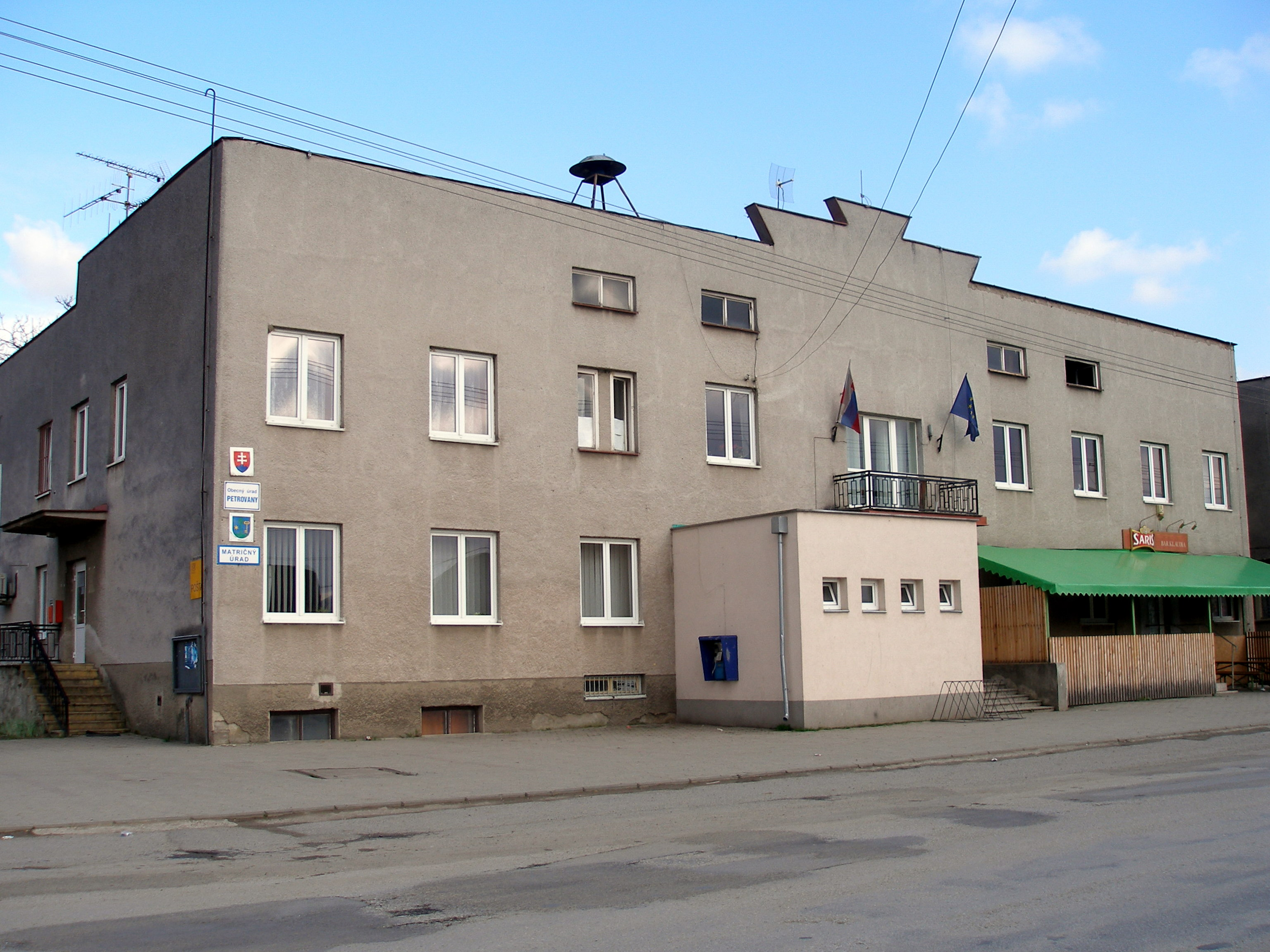
Gemeindeamt

Die Gemeinde liegt im Talkessel Košická kotlina am linken Ufer der Torysa, teilweise durch die Autobahn D1 vom Ort getrennt. Das Ortszentrum liegt auf einer Höhe von 233 m n.m., acht Kilometer südlich des Stadtzentrums von Prešov.
Verwaltungstechnisch gliedert sich die Gemeinde in die Ortsteile Močarmany (bis 1927 „Močiarmany“, 1965 eingegliedert), Petrovany und Vysielač.

## Geschichte
Petrovany entstand im 11. oder 12. Jahrhundert bei einer älteren Kirche. Eine Kirche wird zum ersten Mal 1304 schriftlich erwähnt, der Ort 1333. 1828 sind 98 Häuser und 772 Einwohner verzeichnet.

## Bevölkerung
| Jahr                | 1994 | 2004     | 2014    | 2024    |
| ------------------- | ---- | -------- | ------- | ------- |
| Anzahl der Personen | 1617 | 1794     | 1858    | 2036    |
| Unterschied         |      | +10,94 % | +3,56 % | +9,58 % |

| Jahr                | 2023 | 2024    |
| ------------------- | ---- | ------- |
| Anzahl der Personen | 2014 | 2036    |
| Unterschied         |      | +1,09 % |

Ergebnisse der Volkszählung 2001 (1696 Einwohner):
| Nach Ethnie: - 95,93 % Slowaken - 3,13 % Zigeuner - 0,35 % Ukrainer | Nach Religion: - 89,68 % römisch-katholisch - 5,25 % evangelisch - 3,24 % griechisch-katholisch |

## Bauwerke
- römisch-katholische Kirche aus dem 14. Jahrhundert, im 17. Jahrhundert umgebaut
- Landschloss von 1756